# Goldstraße 2 (Quedlinburg)

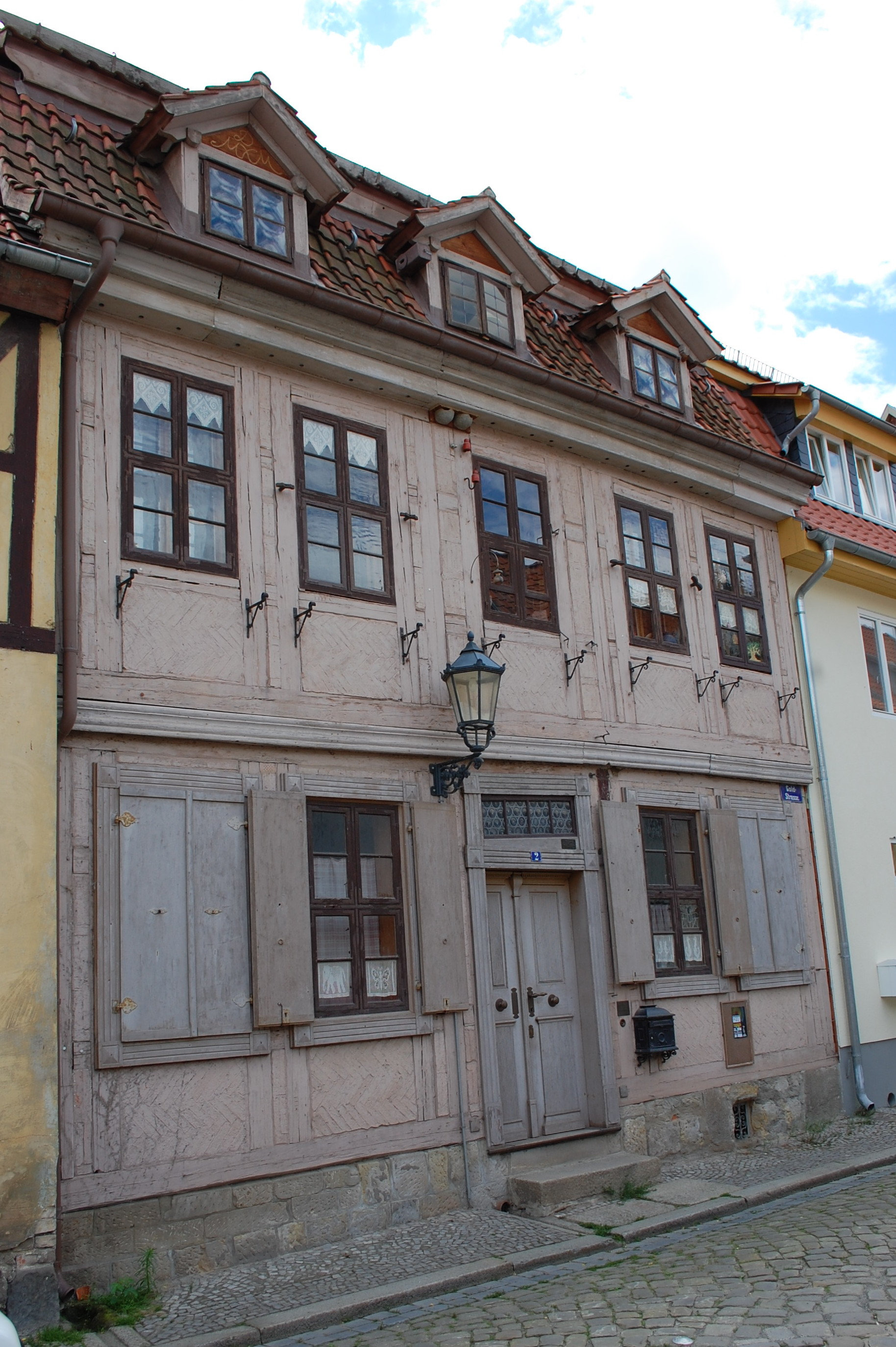
Goldstraße 2

Das Haus Goldstraße 2 ist ein denkmalgeschütztes Gebäude in Quedlinburg in Sachsen-Anhalt. Es gehört zum UNESCO-Weltkulturerbe.

## Lage
Das im Quedlinburger Denkmalverzeichnis eingetragene Haus befindet sich im nördlichen Teil der Quedlinburger Altstadt auf der Südseite der Goldstraße.

## Architektur und Geschichte
Das zweigeschossige Fachwerkhaus entstand um 1730 in der Zeit des Barock. In den Gefachen des Obergeschosses finden sich Zierausmauerungen. Vor der Stockschwelle befindet sich eine Profilbohle. Die Hauseingangstür stammt aus der Zeit um 1820 und ist im Stil des Frühklassizismus gestaltet. 